# Делфос (Айова)
Делфос (англ. Delphos) — місто (англ. city) в США, в окрузі Рінгголд штату Айова. Населення — 26 осіб (2020).

## Географія
Делфос розташований за координатами 40°39′47″ пн. ш. 94°20′22″ зх. д. / 40.66306° пн. ш. 94.33944° зх. д. (40.663177, -94.339571).  За даними Бюро перепису населення США в 2010 році місто мало площу 0,58 км², з яких 0,58 км² — суходіл та 0,00 км² — водойми.

## Демографія
Згідно з переписом 2010 року, у місті мешкало 25 осіб у 11 домогосподарстві у складі 7 родин. Густота населення становила 43 особи/км².  Було 15 помешкань (26/км²).
Расовий склад населення:
| - 100,0 % — білих |

До двох чи більше рас належало 0,0 %. Частка іспаномовних становила 0,0 % від усіх жителів.
За віковим діапазоном населення розподілялося таким чином: 24,0 % — особи молодші 18 років, 48,0 % — особи у віці 18—64 років, 28,0 % — особи у віці 65 років та старші. Медіана віку мешканця становила 50,8 року. На 100 осіб жіночої статі у місті припадало 92,3 чоловіків;  на 100 жінок у віці від 18 років та старших — 90,0 чоловіків також старших 18 років.
За межею бідності перебувало 50,0 % осіб, у тому числі 0,0 % дітей у віці до 18 років та 100,0 % осіб у віці 65 років та старших.
Цивільне працевлаштоване населення становило 6 осіб. Основні галузі зайнятості: виробництво — 50,0 %, роздрібна торгівля — 16,7 %, мистецтво, розваги та відпочинок — 16,7 %.